# Papouščí zoologická zahrada Bošovice

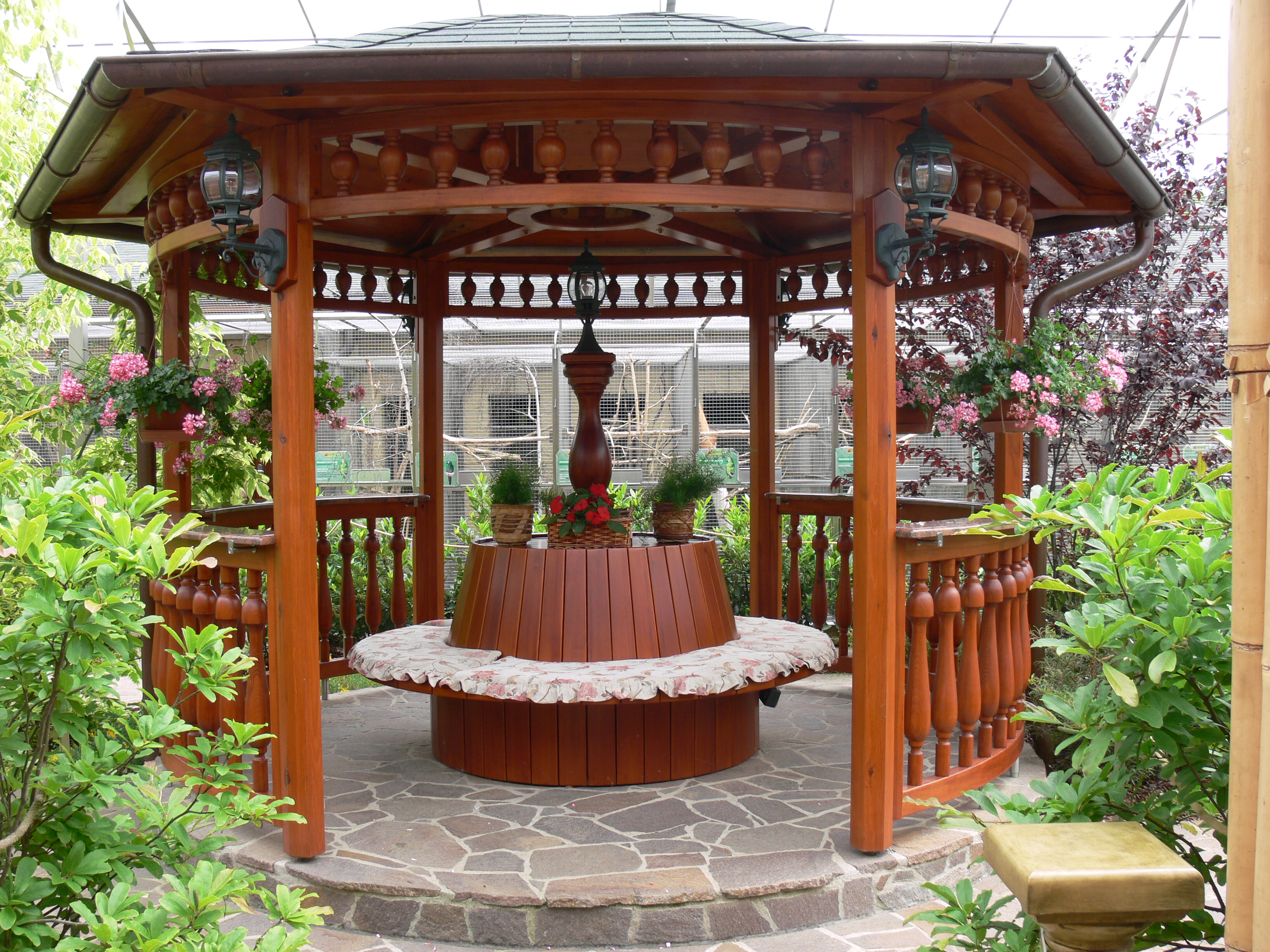
Pozorovatelna v zoo slouží k odpočinku návštěvníků a především k pozorování papoušků

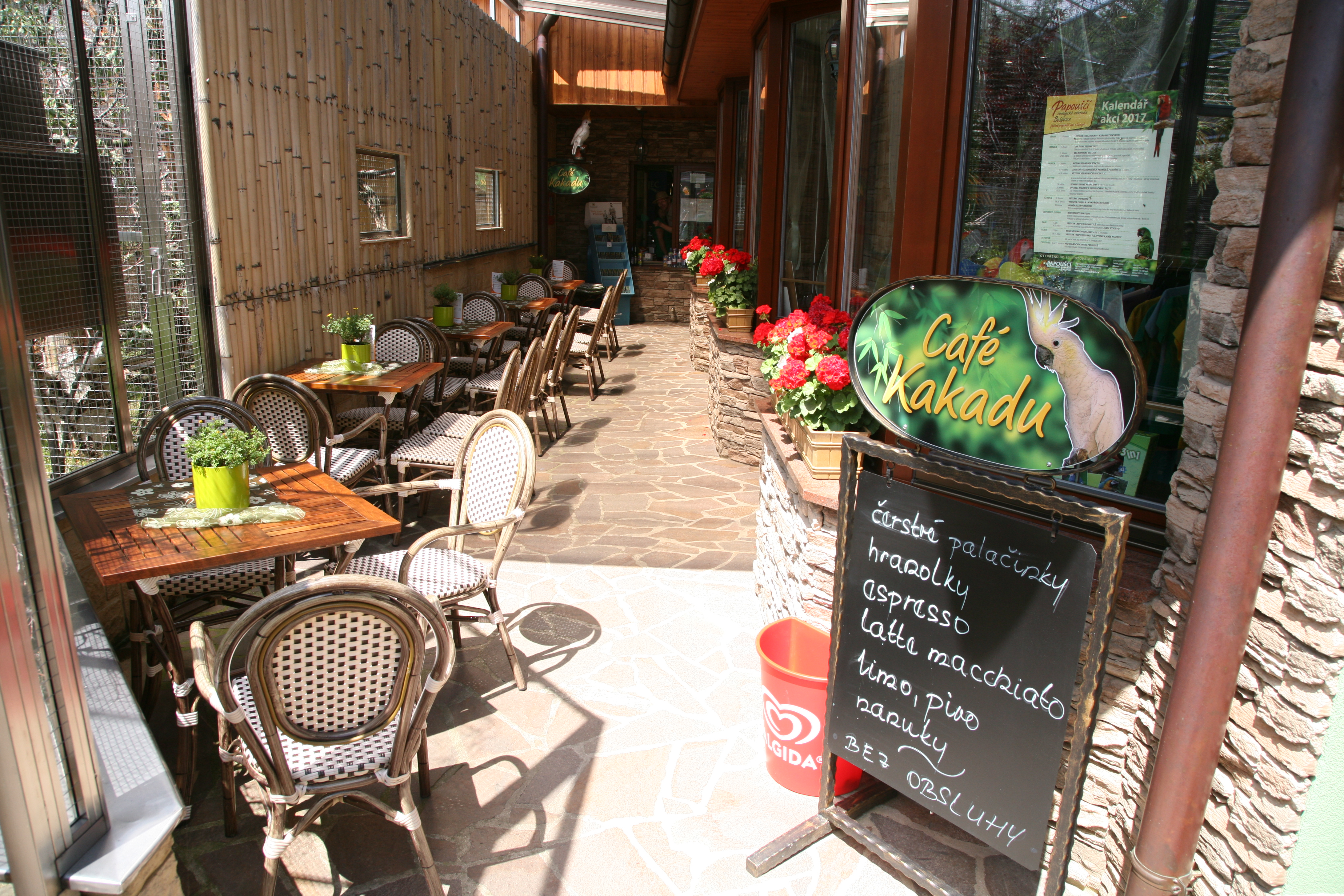
Café Kakadu

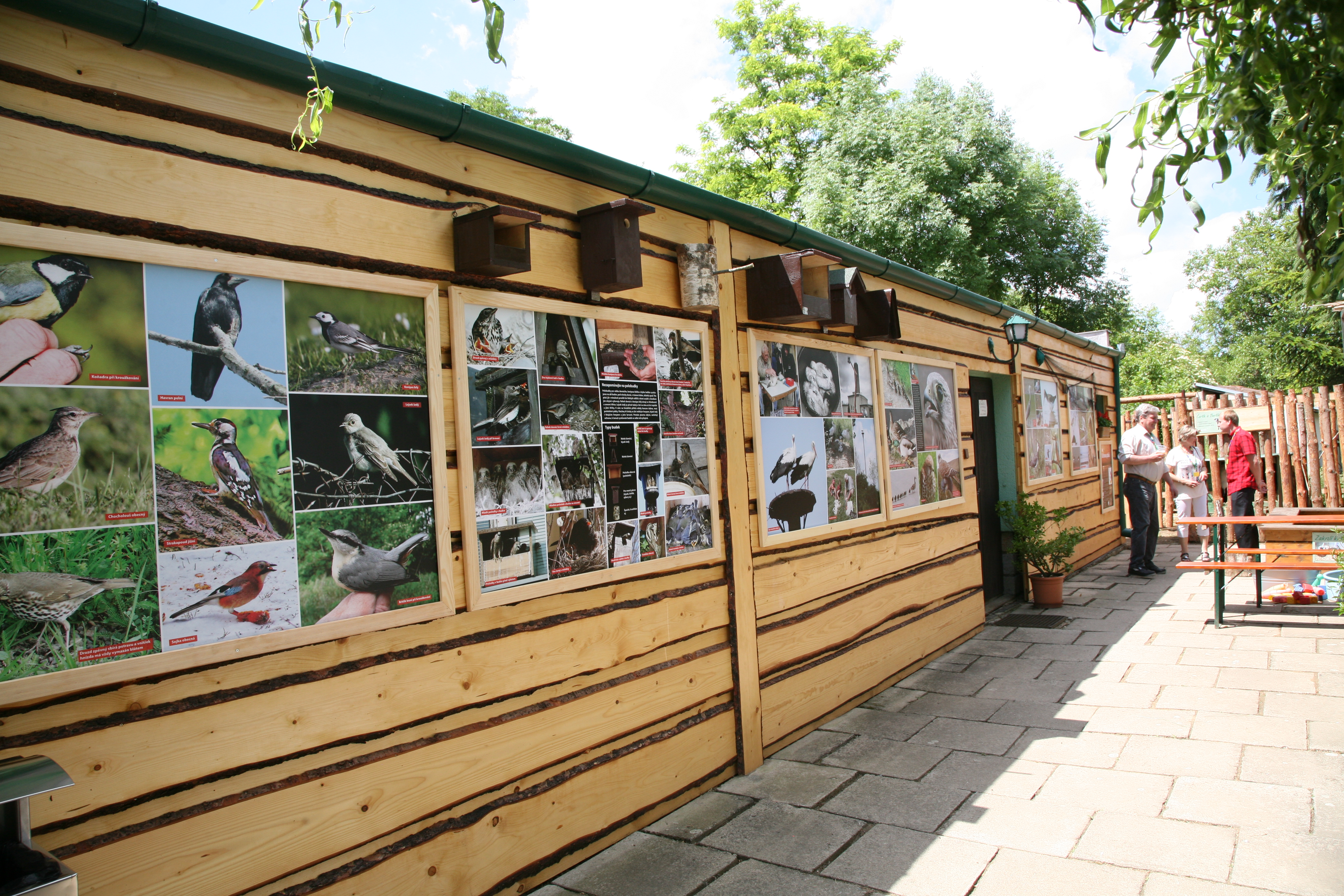
Naučná ornitologická stezka v zoo

Papouščí zoologická zahrada Bošovice se nachází v obci Bošovice v Jihomoravském kraji přibližně 25 kilometrů jižně od Brna.

## Vznik
Papouščí zoologická zahrada v Bošovicích začala postupně vznikat v roce 2005.  Jako zoologická zahrada dostala licenci pro činnost v roce 2008, pro veřejnost byla otevřena v létě 2011. Jejím přirozeným předchůdcem byla Farma Ara, kterou založil Vlastimil Škrhák už v 80. letech 20. století. Jednotlivé voliéry byly budovány postupně od roku 2005. Zoo se ale stále rozrůstá. Postupně se dostavují nové expozice pro další druhy papoušků.

## Současnost
V současnosti (k roku 2020) zoo zaujímá plochu 500m2 a je možné v ní zhlédnout 54 druhů papoušků. Například ary, amazoňany, papoušky kakadu a africké druhy papoušků – papoušek žako, papoušek senegalský a další. V provozu je přes 100 voliér a další jsou ve výstavbě. Celkem se v zoologické zahradě nachází 200 papoušků. V roce 2018 zoologická zahrada rozšířila svůj chov o vzácné jihoamerické papoušky kogny smaragdové jižní, které získala od soukromých chovatelů a amazoňany vínorudé.